# Thomas Baring (1799-1873)
Pour les articles homonymes, voir Thomas Baring et Baring.
Thomas Baring (7 septembre 1799 - 18 novembre 1873) est un banquier britannique et un homme politique du parti conservateur.

## Famille
Il est le deuxième fils de Thomas Baring (2e baronnet), et Mary Ursula, fille de Charles Sealy. Francis Baring (1er baron Northbrook), est son frère aîné, et le très révérend Charles Baring l'un de ses frères cadet. Il fait ses études à Winchester.

## Carrière en affaires
En tant que deuxième fils, Thomas est destiné à une carrière dans la "maison de comptage". Débutant chez Hope & Co., il s’en sort bien à Amsterdam et devient associé en 1824. Malgré le lobbying de Sir Thomas, l'opposition de son oncle Alexander Baring empêche Thomas de devenir associé dans Baring Brothers & Co. jusqu'en 1828. Une fois installé à Londres, Thomas cherche, au cours des années 1830 et 40, à utiliser les connaissances et les connexions acquises à Hopes pour accroître la visibilité de la société en Europe. À l'exception de la Russie, Barings est principalement bloqué dans ses efforts par des maisons continentales plus établies, telles que Rothschild et Hottinguer.
Au cours de ces mêmes années, Thomas et son jeune frère John passent beaucoup de temps à promouvoir Barings en Amérique du Nord, en particulier aux États-Unis. Il fait son premier voyage aux États-Unis en 1829 et bien d’autres par la suite. Après la mort des trois hauts gradés de Barings en 1848, Thomas et l'Américain Joshua Bates (en) deviennent les principaux associés dans les années 1850. Les troubles européens de 1848 contribuent également au déplacement de l'attention de Barings vers les Amériques. Pendant cette période, Barings est l'agent financier des gouvernements des États-Unis et (avec Glyn, Mills &amp; Co.) du Canada.
Dans les années 1860, Bates vieillissant devient de moins en moins actif, mais le nouveau jeune associé Edward Baring (1er baron Revelstoke) n'est pas prêt pour prendre le leadership. Thomas et Russell Sturgis (en) (un second Américain) prennent le commandement. Sentant le besoin de sang neuf à Barings, Thomas fusionne en 1867 avec son rival londonien Finlay Hodgson and Co. Associé principal, Kirkham Hodgson, ancien gouverneur de la Banque d'Angleterre, devient associé de Barings. La même année, son neveu Thomas Baring (1831-1891) rejoint également la banque.
Bien qu'il ait toujours résisté à une forte implication dans la vie publique, Thomas trouve du temps pour d'autres postes liés aux finances, notamment celui de président de Lloyd's et de directeur de la Banque d'Angleterre. Comme son père, il est président de la London Institution et membre de la Royal Society .

## Carrière politique
Baring est élu au Parlement pour Great Yarmouth en 1835, poste qu'il occupe jusqu'en 1837, avant de représenter Huntingdon entre 1844 et 1873. Il est un proche collaborateur de Benjamin Disraeli mais décline tous les postes ministériels qui lui sont proposés.

## Vie privée
Baring est décédé en novembre 1873, à l'âge de 74 ans. Il est enterré dans le cimetière St. Mary the Virgin à Micheldever, dans la ville de Winchester, dans le Hampshire, en Angleterre.